# 이알기몽
이알기몽(已閼棄蒙, ?~729년)은 발해의 관리이다.

## 생애
그는 발해의 수령(守令)으로서 729년, 일본에 사신으로 파견되었지만 배가 전복되어 서요덕 등 40명과 사망했으며, 일본으로부터 종5위를 추증받았다.

## 참고 자료
- 유, 득공 (1784). 《발해고》. 신고(臣考).